# Chelsea Manningová
Chelsea Elizabeth Manningová (rozená Bradley Edward Manning, * 17. prosince 1987) je bývalá americká vojačka. Byla v roce 2010 zatčena a v roce 2013 odsouzena k mnohaletému trestu odnětí svobody kvůli špionáži, neoprávněnému nakládání s utajovanými informacemi a jejich zveřejňování, včetně amerických diplomatických kabelogramů, na platformě WikiLeaks. Je trans ženou; v srpnu 2013 oznámila, že se odmalička cítí být ženou, a poté provedla svou tranzici včetně změny jmen (nikoliv příjmení). Manningová byla 24. února 2012 oficiálně obviněna z „napomáhání nepříteli“ a 21. srpna 2013 odsouzena k 35 letům vězení. Evropskými pirátskými stranami byla v únoru 2014 spolu s Edwardem Snowdenem nominována na Nobelovu cenu míru. V květnu 2017 byla z vězení propuštěna na základě zkrácení trestu odnětí svobody na sedm let vysloveným prezidentem Barackem Obamou.

## Zadržení, uvěznění a obvinění
Manningová byla jako analytik americké rozvědky přidělena k 10. horské divizi Spojených států amerických v Iráku. Byla zadržena agenty United States Army Criminal Investigation Command na základě udání amerického hackera a informátora Adriana Lamo, kterému se údajně Manningová svěřila.
Zadržena měla být 25. května 2010 v Iráku, o tři dny později převezena do Kuvajtu na tamní americkou základnu Arifdžán a později (pravděpodobně na začátku července) do USA na vojenskou základnu námořní pěchoty Spojených států u města Quantico ve Virginii.
Obvinění proti Manningové (celkem v osmi bodech) prezentovala americká armáda až po dvou měsících jejího zadržování, dne 6. července 2010. Naproti tomu články o zadržení a věznění Manningové poukazovaly na to, že doposud nebyla formálně obviněna ze spáchání trestného činu. Na jaře 2011 bylo k jejímu případu přidáno 22 dodatečných obvinění, včetně „napomáhání nepříteli“, za což mohl být v USA udělen výjimečný trest, žalobce se však vyjádřil, že jej nebude požadovat. V dubnu 2011 byla Manningová shledána způsobilou ke stanutí před vojenským soudem.

### Vězeňské podmínky
Manningová byla držena v zařízení s maximální ostrahou a současně v režimu POI (Prevention of Injury – prevence zranění), v jehož rámci lze vězňům nebo chovancům omezit jejich pohyb, kontakt s ostatními lidmi a usměrnit dobu, po kterou budou moci spát a kdy budou vzhůru. Byla na samotce v malé cele (6×12 stop) po 23 hodin denně, nebyly jí dovoleny návštěvy (ani rodinných příslušníků – výjimkou během posledních měsíců bylo několik málo návštěv jejího právníka a jejího kamaráda a důvěrníka Davida House). V rámci vězeňského režimu měla Manningová budíček v 5 hodin ráno a až do 8 hodin večer měla zakázáno spát, bylo jí též zakázáno v cele cvičit. Podle právního zástupce Manningové a psychologa nebyl takový režim nezbytný.
Podmínky, ve kterých byla zadržována, budily pozornost médií, která je označovala za „extrémní“, „nehumánní“, „hanebné“ a též za formu mučení. V souvislosti s Manningovou se objevovalo i spojení „politický vězeň“, spolu se zprávou, že podmínky věznění měl na základě formální stížnosti zkoumat komisař OSN. Ten v březnu 2012 shledal, že se Spojené státy na Manningové dopustily mučení, krutého a ponižujícího zacházení a porušení presumpce neviny.
V polovině prosince 2010 tiskový mluvčí Pentagonu David LaPonde prohlásil, že s Manningovou je zacházeno jako s jakýmkoli vězněm v zařízení s maximální ostrahou; že může cvičit, číst tisk, přijímat návštěvy a po jednu hodinu denně sledovat televizi. Přítel a důvěrník Manningové David House, který měl o týden později v rozhovoru pro MSNBC příležitost mluvit o podmínkách jejího zadržování, toto prohlášení ve všech bodech popřel a dodal, že nedostatek cvičení a duševní stimulace se začínal u Manningové projevovat na jejím zdraví i psychice. V rozhovoru též poznamenal, že jediný zdroj zadržení a dlouhého věznění Manningové je velmi nedůvěryhodný (poukázal na nucený pobyt Adriana Lamo na psychiatrické léčebně, kde byl od 28. dubna do 7. května 2010, krátce před zadržením Manningové) a že nic nenaznačuje tomu, že by spojení mezi Manningovou a zakladatelem WikiLeaks Julianem Assangem vůbec existovalo.
Dne 25. ledna 2011 vyšetřovatelé americké armády konstatovali, že se jim nepodařilo najít důkazy spojující Manningovou s Assangem (z čehož krom jiného vyplývá, že nemají možnost stíhat Assangeho za prozrazení amerických diplomatických depeší). Současně s tím byl Manningové zrušen režim Prevention of Injury. Dne 10. dubna podepsalo 250 prominentních amerických právníků protest proti zacházení s Manningovou. Mezi nimi i Laurence Tribe, profesor Harvardovy univerzity, považovaný za největší liberální autoritu v USA na ústavní právo (učil mj. i Baracka Obamu), jehož názorem bylo, že toto zacházení je „nejen ostudné, ale též protiústavní“. Dne 8. dubna 2011 si velitel věznice vyžádal hlášení o vězeňských podmínkých Manningové a zjistil četná pochybení, která se následně snažil skrýt.

### Osvobození
Dne 17. ledna 2017 zrušil prezident Obama zbytek trestu pro Manningovou. K propuštění došlo 17. května 2017.